# Gemerské Teplice
Gemerské Teplice és un poble i municipi d'Eslovàquia que es troba a la regió de Banská Bystrica.

## Història
La primera menció escrita de la vila es remunta al 1258.

## Demografia
| Godina             | 1994 | 2004   | 2014   | 2024   |
| ------------------ | ---- | ------ | ------ | ------ |
| Nombre de persones | 370  | 390    | 381    | 370    |
| Diferència         |      | +5,40% | −2,30% | −2,88% |

| Godina             | 2023 | 2024   |
| ------------------ | ---- | ------ |
| Nombre de persones | 373  | 370    |
| Diferència         |      | −0,80% |

## Persones il·lustres
- Samo Tomášik (1813-1887): poeta romàntic eslovac.